# Roosevelt (Minnesota)
Pour les articles homonymes, voir Roosevelt.
Roosevelt est une ville américaine située dans le comté de Roseau, dans le Minnesota. Selon le recensement de 2010, sa population est de 151 habitants.